# Husasău de Tinca
Husasău de Tinca é uma comuna romena localizada no distrito de Bihor, na região histórica da Crișana (parte da Transilvânia). A comuna possui uma área de 115.99 km² e sua população era de 2282 habitantes segundo o censo de 2007.